# Bags' Groove
Albums de Miles Davis
Walkin'
(1957) Miles Davis and the Modern Jazz Giants
(1959)
Bags' Groove est le titre d'un album de jazz du trompettiste de jazz américain Miles Davis sorti en 1957.

## Historique
L'album réunit deux séances d'enregistrements avec deux formations différentes.
La première, de juin 1954, reprend des titres de Sonny Rollins : Airegin (cet anagramme du mot  Nigeria montre l'intérêt de Sonny Rollins pour l'Afrique), Oleo et Doxy. Le standard But not For Me est alors beaucoup joué par Ahmad Jamal que Miles Davis admirait.
La deuxième séance est enregistrée la veille de Noël avec Thelonious Monk. La plupart des titres enregistrés lors de cette session se trouvent sur l'album Miles Davis and the Modern Jazz Giants. Le standard Bags' Groove est une composition de Milt Jackson, vibraphoniste faisant partie du sextet (« Bags » étant son surnom, provenant des poches sous ses yeux quand il arrive en retard).

## Musiciens
Séance du 29 juin 1954
- Miles Davis (Trompette)
- Sonny Rollins (Saxophone ténor)
- Horace Silver (Piano)
- Percy Heath (Basse)
- Kenny Clarke (Batterie)

Séance du 24 décembre 1954
- Miles Davis (Trompette)
- Thelonious Monk (Piano)
- Percy Heath (Basse)
- Milt Jackson (Vibraphone)
- Kenny Clarke (Batterie)

## Pistes
Séance du 29 juin 1954
3. Airegin (Sonny Rollins) (4:56)

4. Oleo (Sonny Rollins) (5:11)

5. But Not For Me (G. & I. Gershwin) (take 2) (5:40)

6. Doxy (Sonny Rollins) (4:50)

7. But Not For Me (take 1) (4:33)
Séance du 24 décembre 1954
1. Bags' Groove (Milt Jackson) (take1) (11:22)

2. Bags' Groove (take 2) (9:30)

## Citation
« Au cours de l'été 1954, je suis retourné en studio pour Prestige, cette fois-ci avec Sonny, Horace, Percy et Klook à la batterie. J'avais décidé que pour le son que je cherchais, Klook m'apporterait une dimension supplémentaire par rapport à Art Blakey; il était plus subtil. Je ne veux pas dire qu'il était meilleur batteur, simplement c'était son style que je cherchais à ce moment-là. »

— Miles Davis